# Neville Brand
Neville Brand (Griswold, 13 augustus 1920 – Sacramento, 16 april 1992) was een Amerikaans acteur.

## Levensloop en carrière
Brand diende in de Tweede Wereldoorlog in de Ardennen. Hij startte zijn filmcarrière in D.O.A. (1950). Een hoofdrol speelde hij in 1953 in Stalag 17. Hij was ook de eerste acteur die Butch Cassidy in een film speelde, namelijk in 1956 in Three Outlaws. Verder speelde hij nog in The Adventures of Huckleberry Finn (1960). Zijn laatste film dateert van 1985.
Brand was van 1957 tot 1992 gehuwd en had 3 kinderen. Hij overleed in 1992.
- Biblioteca Nacional de España: XX1007209
- Bibliothèque nationale de France: cb13930227b (data)
- Gemeinsame Normdatei: 129250163
- International Standard Name Identifier: 0000 0000 7689 2130
- Library of Congress Control Number: no92029562
- SNAC: w635046t
- Système universitaire de documentation: 149775393
- Virtual International Authority File: 19868887
- WorldCat: E39PBJyWQrxCXcRhtv9KyXP84q